# فالودي
فالودي (بالإنجليزية: Valveddi)‏ هي منطقة سكنية تقع في سريلانكا في المقاطعة الشمالية.